# Robert Aderholt
Robert Brown Aderholt  (Haleyville, Alabama; 22 de julio de 1965) es un político y abogado estadounidense que se desempeña como representante de los Estados Unidos por el 4.º distrito congresional de Alabama desde 1997. Es miembro del Partido Republicano.
Un conservador social, fue miembro del Tea Party Caucus. Es el decano de la delegación de Alabama en la Cámara de Representantes y se convertirá en el decano de la delegación entera tras la jubilación del senador Richard Shelby al final del 117.º Congreso. Según el índice de votación partidista de Cook, representa el distrito más republicano del país, con una calificación de R+33.

## Biografía

### Primeros años y educación
Nació en Haleyville, Alabama, hijo de Mary Frances Brown y Bobby Ray Aderholt. El padre de Aderholt, ministro a tiempo parcial de un pequeño grupo de iglesias congregacionales en el noroeste de Alabama, fue juez de circuito durante más de 30 años. Asistió a la Universidad del Norte de Alabama y luego al Birmingham-Southern College, donde se graduó con una licenciatura en historia y ciencias políticas. Durante su tiempo en la universidad, Aderholt fue miembro de la Orden Kappa Alpha. Recibió su JD en la Facultad de Derecho Cumberland de la Universidad de Samford y ejerció la abogacía después de graduarse.

### Carrera
En 1992, fue nombrado juez municipal de Haleyville. El mismo año, fue delegado a la Convención Nacional Republicana. En 1995, se convirtió en el principal asesor del gobernador Fob James. Ganó las primarias republicanas de 1996 del 4.º distrito congresional de Alabama para suceder al titular demócrata de 15 mandatos Tom Bevill.
Está asociado con la Fellowship Foundation, que financió su viaje a Rumania en 2017 para promover los "valores familiares tradicionales".

### Cámara de Representantes de los Estados Unidos
Es uno de los 147 legisladores republicanos que votaron para revocar los resultados de las elecciones presidenciales de 2020. Estaba en el Capitolio para certificar los resultados de las elecciones cuando este fue asaltado. Durante el ataque, tuiteó una oración a Dios para "guiar y proteger a esta nación". En un mensaje de video, dijo más tarde que algunos de los atacantes "cruzaron la línea". Incluso después del ataque, apoyó la anulación de las elecciones. Aderholt luego se opuso a acusar a Trump por segunda vez.
En febrero de 2021, votó en contra del Plan de Rescate Estadounidense, alegando que su oposición se debió a que la mitad de los fondos del proyecto de ley se destinaron a "políticas liberales no relacionadas" y que el proyecto de ley "no tiene nada que ver con el alivio de COVID-19".
Hasta octubre de 2021, había votado de acuerdo con la posición declarada de Joe Biden el 7,5 % de las veces.

### Vida personal
Está casado con Caroline McDonald, cuyo padre, Albert, sirvió en el Senado del estado de Alabama y fue comisionado de Agricultura e Industrias de Alabama. Tienen dos hijos. El 4 de diciembre de 2020, anunció que había dado positivo por COVID-19 después de entrar en cuarentena ocho días antes luego de que su esposa diera también positivo.